# Vườn quốc gia Russell River
Vườn quốc gia Russell River là một vườn quốc gia ở Queensland, Úc.
Vườn quốc gia này nằm ở Bắc Queensland, Úc, cách Brisbane 1352 km về phía tây bắc. Công viên bảo vệ dải ven biển giữa biển và sông Russell. Đây là một phần của Vùng Chim Quan trọng của Vùng Núi Khí hậu ven biển, do BirdLife International xác định vì tầm quan trọng của nó đối với việc bảo tồn các loài chim rừng nhiệt đới vùng đất thấp. 
Cắm trại được cho phép với giấy phép cắm trại, nhưng công viên tự nó không có tiện nghi du khách.